# Verlorene Illusionen (2021)
Verlorene Illusionen (Originaltitel: Illusions perdues, internationaler Titel: Lost Illusions) ist ein französischer Spielfilm von Xavier Giannoli aus dem Jahr 2021. Das Historiendrama basiert auf dem gleichnamigen Roman von Honoré de Balzac aus dem 19. Jahrhundert (dt. Titel: Verlorene Illusionen). Die Hauptrolle des Lucien de Rubempré übernahm Benjamin Voisin.
Im Jahr seiner Veröffentlichung wurde das Werk im Wettbewerb der 78. Internationalen Filmfestspiele von Venedig uraufgeführt.

## Handlung
Frankreich, Anfang des 19. Jahrhunderts: Der junge und attraktive Lucien widmet sich der Dichtkunst und möchte in die vornehme Gesellschaft aufsteigen. Deshalb verlässt er die familiäre Druckerei in der Provinz, um sein Glück an der Seite seiner Mäzenin Louise de Bargeton in Paris zu versuchen. In der Stadt schnell auf sich allein gestellt, lernt Lucien hinter den Kulissen die wahren Mechanismen der Macht kennen – Profit und Schein. Er versteht, dass sich in Paris alles kaufen oder verkaufen lässt, darunter literarischer Erfolg, die Presse, Politik und auch Gefühle. Lucien muss sich entscheiden, ob er diesen Weg weitergehen und dabei seinen eigenen Hoffnungen und Träumen treu bleiben kann.

## Hintergrund

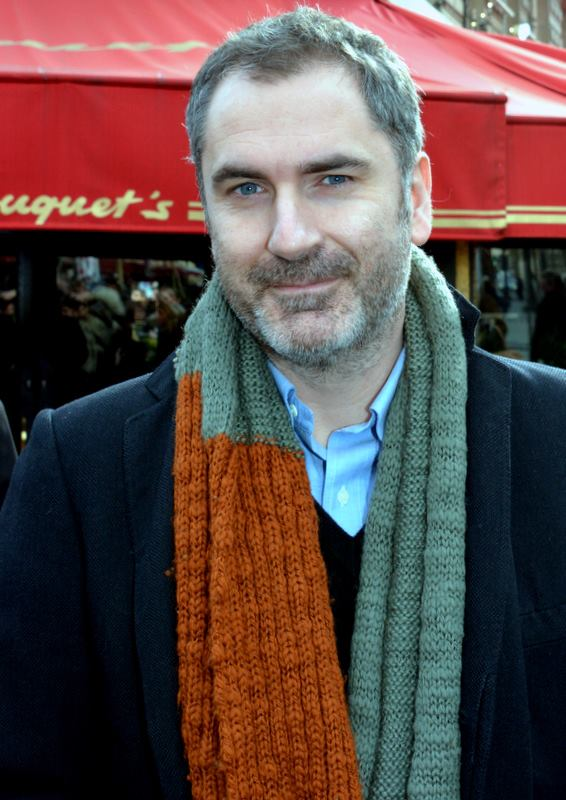
Xavier Giannoli (2016)

Verlorene Illusionen ist der achte Spielfilm des französischen Regisseurs Xavier Giannoli, für den er gemeinsam mit Jacques Fieschi auch das Drehbuch verfasste. Als literarische Vorlage diente ihnen Honoré de Balzacs zwischen 1837 und 1843 entstandener dreiteiliger Roman Illusions perdues (dt. Titel: Verlorene Illusionen), der als zeitgenössische Gesellschaftskritik verstanden werden kann. Laut Giannoli enthülle Balzacs Roman „die Matrix der modernen Welt, jenen Moment, in dem eine ganze Zivilisation im Begriff war, sich der Herrschaft des Profits zu ergeben“. Der Filmemacher nahm sich eigenen Angaben zufolge beim Originaltext viele Freiheiten heraus, um dessen Geist auf der Kinoleinwand auszudrücken. So stellte er laut Schauspielerin Cécile de France die Figur der Naïs de Bargeton sehr viel einfühlsamer dar als im Roman. Sie pries die Geschichte als noch heute sehr aktuell und zog Vergleiche zu Manipulationen in den Sozialen Medien sowie dem Film. „Man kann manipuliert werden und zur Marionette werden. Nichts hat sich verändert. Ich finde auch Analogien zur Welt des Kinos: falscher Applaus, demolieren oder verherrlichen, Heuchelei, Klatsch. Wenn wir auf dem roten Teppich sind, wird jedes Detail, der Absatz, die Bügelfalte des Kleides riesig“, so De France.
Der Film wurde von Olivier Delbosc (Curiosa Films) in Zusammenarbeit mit Gaumont und France 3 Cinéma produziert. Er hatte bereits Giannolis vorangegangene Filme Die Erscheinung (2018) und Madame Marguerite oder die Kunst der schiefen Töne (2015) mitfinanziert.

## Veröffentlichung und Rezeption
Der Film wurde am 5. September 2021 beim 78. Filmfestival von Venedig uraufgeführt. Im selben Monat wurde Verlorene Illusionen auch auf dem Festival Internacional de Cine de San Sebastián gezeigt.
Auf der Website Allociné hält Verlorene Illusionen derzeit eine Presse-Bewertung von vier von fünf Sternen, basierend auf über 30 französischsprachigen Kritiken. Vom Publikum wurde Giannolis Regiearbeit noch etwas besser beurteilt.
Ein Kinostart in Frankreich erfolgte am 20. Oktober 2021. Bis Ende Januar 2022 zählte Verlorene Illusionen fast 900.000 Kinozuschauer. Ab dem 30. März 2022 war eine Veröffentlichung auf DVD und Blu-ray geplant. In Deutschland startete der Film am 22. Dezember 2022 in den Kinos.

## Auszeichnungen
Für Verlorene Illusionen erhielt Giannoli seine dritte Einladung in den Wettbewerb um den Goldenen Löwen, den Hauptpreis des Filmfestivals. Im Rahmen des Festival Internacional de Cine de San Sebastián ist der Film automatisch für den Publikumspreis nominiert.
Im Jahr 2022 folgten bei der Verleihung der französischen Prix Lumières fünf Nominierungen (Bester Film, Beste Regie, Bester Darsteller – Benjamin Voisin, Bestes Drehbuch, Beste Kamera). Ausgezeichnet wurde das Drehbuch. 
Bei der Verleihung der Césars erhielt Verlorene Illusionen bei 15 Nominierungen sieben Auszeichnungen in den Kategorien Bester Film, Bestes adaptiertes Drehbuch, Bester Nebendarsteller – Vincent Lacoste, Bester Nachwuchsdarsteller – Benjamin Voisin, Beste Kamera, Beste Kostüme und Bestes Szenenbild.